# Pouteria areolatifolia
Pouteria areolatifolia là một loài thực vật thuộc họ Sapotaceae. Đây là loài đặc hữu của Guatemala.